# Collettività territoriale in Francia
Una collettività territoriale o autorità territoriale (in francese: collectivité territoriale) è un'amministrazione e un soggetto pubblico, distinto dallo Stato francese, che esercita alcuni poteri che gli sono attribuiti su un determinato territorio. Le collettività territoriali della Repubblica francese sono definite nell'articolo 27 della Costituzione: questi sono i comuni (fr. communes), i dipartimenti (fr. départements), le regioni (fr. Régions), le collettività d'oltremare sono collettività con status particolare. 
Questo termine sostituisce quello della collettività locale (Collectivité locale) dalla revisione costituzionale del 28 marzo 2003. Tuttavia, è ancora usato, come ad esempio nella Direzione generale delle collettività locali (Direction générale des collectivités locales) del Ministero degli Interni francese.
La natura di una collettività territoriale francese è stabilita dall'articolo 72 della costituzione francese del 1958, che prevede l'autonomia locale entro i limiti prescritti dalla legge. 

## Caratteristiche
- personalità giuridica;
- competenze;
- libertà di amministrazione

## Riforma delle collettività territoriali
Il presidente Nicolas Sarkozy e il secondo governo di François Fillon hanno avviato una riforma delle autorità territoriali a partire da gennaio 2008. Questa riforma è stata adottata dal Parlamento il 17 novembre 2010.
I 3.485 consiglieri territoriali avrebbero dovuto essere eletti nel 2014 con scrutinio uninominale maggioritario dei suoi membri in due turni con una soglia qualificata fissata al 12,5% degli aventi diritto al voto e con una rigorosa parità di genere. Tuttavia, è improbabile che questa nuova carica elettiva vedrà la luce a causa del progetto di legge, presentato nel novembre 2012 dal governo di Jean-Marc Ayrault, che ha portato all'abbandono di questa riforma.

## Organizzazione
L'organizzazione amministrativa territoriale in Francia è essenzialmente regolata dal Codice generale delle collettività territoriali (Code général des collectivités territoriales) (CGCT). Le collettività territoriali della Repubblica sono:
i circa 36.800 comuni di cui 3 con statuto speciale: Parigi, Lione, Marsiglia; La Francia ha di gran lunga il maggior numero di comuni nell'Unione europea. Secondo il censimento del 1990, 32.150 comuni hanno meno di 2.000 abitanti; 21.600 anche sotto i 500 abitanti, che è associato a notevoli problemi per un'amministrazione efficiente. Secondo l'articolo L. 2121-1 e seguenti CGCT, il comune è composto dal consiglio comunale, dal sindaco e dall'amministrazione comunale.
1. i 101 dipartimenti, inclusi i 5 dipartimenti d'oltremare;
2. le 18 regioni, comprese le 5 regioni d'oltremare;
3. le autorità locali con statuto speciale, in particolare la Corsica[5] (anche erroneamente denominata regione con statuto speciale) e le 3 province della Nuova Caledonia:[6] Nord, Sud e Isole della Lealtà;
4. 5 dei territori d'oltremare (collectivités d'outre-mer) : Saint-Pierre e Miquelon, Saint-Barthélemy, Saint-Martin, Wallis e Futuna, e Polinesia francese.

Nelle aree di Parigi (comune/dipartimento) e Guadalupa, Martinica, Guyana francese e Riunione (dipartimento/regione), coesistono due autorità locali congruenti con compiti diversi.
In particolare, non costituiscono nessuna autorità regionale della repubblica:
- i distretti (arrondissements municipaux) dei 3 comuni con statuto speciale;
- i circa 2000 cantoni;
- i 335 arrondissement;
- le associazioni municipali: Communauté de communes, Communauté d'agglomération, Communauté urbaine;
- 3 dei territori d'oltremare: Nuova Caledonia, Terre australi e antartiche francesi e di Clipperton;
- lo stato unitario stesso.